# علاء الدين جبريل
علاء الدين أحمد جبريل كاتول (7 ديسمبر 1978 - ) هو لاعب كرة قدم سوداني معتزل.

## المسيرة الكروية
بدأ مسيرته الكروية في حي العرب موسم 2000 ولعب في صفوفه لثلاث مواسم. بعدها انتقل إلى الهلال في بورتسودان ولعب معه لسبع مواسم محققاً معه لقبي الدوري خمس مرات والكأس مرة واحدة قبل أن يختتم مسيرته مع الشمالي عطبرة.
على صعيد المنتخب السوداني، لعب جبريل 54 مباراة دولية مع المنتخب وسجل هدفاً واحداً، وشارك معه في كأس الأمم الإفريقية 2008. كما حقق معه بطولة كأس سيكافا 2006.

## الإنجازات

### الهلال
- الدوري السوداني الممتاز (5): 2003، 2004، 2005، 2006، 2007.
- كأس السودان (1): 2004.

### المنتخب
- كأس سيكافا (1): 2006.

## وصلات خارجية
- علاء الدين جبريل على موقع ناشيونال فوتبول تيمز (الإنجليزية)